# Homo novus
Homo novus (łac. człowiek nowy, l. mn. homines novi) – lekceważąca nazwa używana przez nobilów w starożytnym Rzymie na określenie człowieka, który pierwszy w swoim rodzie obejmował urząd dający mu prawo do zasiadania w senacie. Urzędami tymi były magistratury cursus honorum. Ich piastunowie (konsul, pretor, edyl kurulny, kwestor) mieli prawo zasiadać na krześle kurulnym. Takim homo novus byli np. Gajusz Mariusz i Marek Tuliusz Cyceron, któremu, mimo poważania jakim się cieszył i przejścia całego cursus honorum, wypominano często niesenatorskie pochodzenie.
Już w starożytności określenie homo novus stało się synonimem dorobkiewicza, parweniusza.